# Was Gott tut, das ist wohlgetan, BWV 100
Was Gott tut, das ist wohlgetan (BWV 100) ist eine Kirchen-Kantate von Johann Sebastian Bach. Er komponierte die Choralkantate nach dem Choral Was Gott tut, das ist wohlgetan (Samuel Rodigast, 1674) zwischen 1732 und 1735 und führte sie um 1734 erstmals auf. Bach hatte den Choral bereits im Rahmen seines Choralkantatenzyklus vertont, beließ diesmal jedoch den Choraltext unverändert.

## Geschichte und Worte
Bach komponierte die Choralkantate zwischen 1732 und 1735 in Leipzig für einen unbekannten Anlass. Das Werk gilt als eine der letzten erhaltenen Kirchenkantaten Bachs.
Der Text beruht auf dem Choral Was Gott tut, das ist wohlgetan (1674) von Samuel Rodigast. Der Choral bezieht sich allgemein auf das Evangelium. Seine sechs Strophen beginnen mit derselben Zeile.
Bach folgte bei der Einteilung der Kantate in Sätze der Strophenaufteilung des Chorals. Wie bei seinen Choralkantaten üblich rahmte er Solosätze ein in eine Choralfantasie zu Beginn und einen Schlusschoral. Zwischen diesen beiden Sätzen finden sich vier Arien, als erstes ein Duett.
Bach führte die Kantate in den Jahren 1737 und 1742 noch einmal auf.

## Besetzung und Aufbau
Die Kantate ist besetzt mit vier Vokalsolisten (Sopran, Alt, Tenor und Bass), vierstimmigem Chor, zwei Hörner, Pauken, flauto traverso, Oboe d’amore, zwei Violinen, Viola, Violoncello, Violone und Basso continuo.
Die Sätze beginnen jeweils mit „Was Gott tut, das ist wohlgetan“. Angegeben wird daher die jeweils zweite Strophenzeile.
1. Choralfantasie (Chor): Es bleibt gerecht sein Wille
2. Aria (Duett Alt, Tenor): Er wird mich nicht betrügen
3. Aria (Sopran): Er wird mich wohl bedenken
4. Aria (Bass): Er ist mein Licht, mein Leben.
5. Aria (Alt): Muß ich den Kelch gleich schmecken
6. Choral (Chor): Darbei will ich verbleiben

## Musik
Nur Eingangs- und Schlusschor nutzen die Choralmelodie, während die inneren Sätze „sorgfältig gestufte Klangfarben“ verwenden. Die steigende Quarte zu Beginn der Choralmelodie findet sich wiederholt in der Komposition.
Die eröffnende Choralfantasie entspricht im Wesentlichen dem Eingangssatz von BWV 99, fügt aber Hörner und Pauken hinzu, wodurch die Instrumentierung feierlich wird. Der Satz beginnt mit zwei Instrumentalthemen, die sich wiederholen, wenn der Sopran mit der Choralmelodie einsetzt. Im Vergleich zum vokalen Teil sind die Instrumentallinien komplex.
Das Duett Alt-Tenor ähnelt einem italienischen Kammerduett bzgl. dem motettischen Arrangement des Texts und der verwobenen Imitation der Stimmen. Die Melodie beginnt mit einer steigenden Quarte.
Die Sopranarie wird John Eliot Gardiner zufolge von einem technisch in höchstem Maß herausfordernden Flöten-Obligato mit aus 24 Zweiunddreißigstel-Noten bestehenden Rouladen begleitet.
Die Bassarie ist bemerkenswert hinsichtlich des schließenden absteigenden Motivs. Formal interessant ist, dass dem A- und B-Teil keine Wiederholung des A-Teils folgt, sondern ein abschließendes Ritornell.
Die im 12⁄8-Takt gesetzte Altarie steht in Moll und wird von Oboe d’amore und Continuo begleitet. Thematisch wird Verbitterung dargestellt.
Der Schlusschoral gleicht dem Choral, der zweimal in Die Elenden sollen essen, BWV 75 vorkommt, der ersten Kantate Bachs als Thomaskantor. Für BWV 100 fügte Bach auch hier Hörner und Pauken hinzu, wodurch der Satz feierlicher wirkt und eine Symmetrie mit dem ersten Satz entsteht.

## Einspielungen
- J. S. Bach: Cantatas BWV 100 & BWV 175. Kantorei St. Jacobi Hamburg / Hamburger Kammerorchester, Heinz Wunderlich. Soli Deo Gloria, 1961.
- Bach Cantatas Vol. 4 – Sundays after Trinity I. Münchener Bach-Chor / Münchener Bach-Orchester, Karl Richter.  Archiv Produktion, 1977.
- BWV 11, BWV 100, BWV 200 (in der Reihe Die Bach Kantate). Gächinger Kantorei, Württembergisches Kammerorchester Heilbronn, Helmuth Rilling. Hänssler, 1985.
- Bach Edition Vol. 15 – Cantatas Vol. 8. Holland Boys Choir / Netherlands Bach Collegium, Pieter Jan Leusink. Brilliant Classics, 2000.
- Bach Cantatas Vol. 8. Monteverdi Choir / English Baroque Soloists, John Eliot Gardiner.  Soli Deo Gloria, 2000.
- J. S. Bach: Complete Cantatas Vol. 21. Amsterdam Baroque Orchestra & Choir, Ton Koopman.  Antoine Marchand, 2003.
- J. S. Bach – Cantatas, Vol.54 (BWV 100, 14, 197, 197a). Bach Collegium Japan / Masaaki Suzuki. BIS, 2013.[3]